# Symbyosis
Symbyosis est un groupe de death metal progressif et mélodique français, originaire de Paris, en Île-de-France. Il est formé en 1998.

## Biographie
Les bases de Symbyosis sont jetées en 1998 quand Franck Kobolt commence à composer certains titres pour un projet personnel appelé Chrysalid. Au début, seules quatre chansons sont écrites, cette musique n'étant destinée qu'à un usage privé, pas pour une sortie publique. Mais durant les mois suivants, Franck Kobolt s'allie à un autre compositeur, Phil Quist, et au vocaliste Corrosive Bob, ce qui a pour résultat l'écriture de plus de musique et de chansons. Après toute une année, ce qui commença comme une démo quatre titres se transforme finalement en un album intégral.  
En juin 1999, le groupe entre en studio et enregistre son premier album studio, Crisis, sous la houlette de Hidden Association, et termine l'enregistrement en janvier 2000. Cet album, qui contient treize titres, est enregistré avec la participation de certains amis du groupe comme Oslanon Gerom et Cryopsis Entity pour des voix additionnelles, et Karl pour des guitares solo. Cryopsis Entity écrit également les paroles de certaines chansons et Phil Quist en co-compose certaines autres. Une des chansons de Crisis, The Quest of the Dolphin, est sélectionnée pour apparaître en mars 2000 sur la compilation CD du magazine Metallianjan. 2017[réf. nécessaire]. Finalement, le groupe signe avec le label Listenable Records en juillet 2000.
Symbyosis sort le mini-album The Fluid en octobre 2000 et livre son œuvre Crisis en novembre 2000. Puis en 2001, le groupe part en tournée avec No Return et Crest of Darkness avec Tariq Zulficar à la batterie, Antoine Rognon à la basse et Nikos Kevorkian à la deuxième guitare. La même année, le titre Voyager sort en libre téléchargement sur le site Internet du groupe en guise de remerciement aux fans et Symbyosis figure dans le referendum des lecteurs de Hard'n Heavy comme septième meilleur album français et 4e meilleur nouveau groupe[réf. nécessaire].
Le destin de Symbyosis change en septembre 2001, Listenable Records ne reconduisant pas le contrat avec le groupe. Alors, en janvier 2002, Symbyosis, toujours accompagné de Tariq, Antoine et Nikos, lance une nouvelle démo Life is a Phoenix afin de trouver un nouveau contrat avec un autre label. Mais les recherches n'aboutissent pas et le groupe décide alors de produire et de sortir le prochain CD par ses propres moyens. A mesure que les problèmes techniques et humains s'ajoutent et se superposent lors de la production de l'album, les finances du groupe diminuent. Symbyosis est alors en situation très difficile; mais sous l'impulsion des proches et de certains médias, le groupe parvient à se ressaisir in extremis en lançant une souscription auprès des fans dans le monde entier. Une souscription qui permettra de boucler le budget nécessaire à la fabrication du nouvel album.
Environ cinq années après Crisis arrive dans les bacs le nouvel album studio de Symbyosis, finalement distribué par Listenable Records/Pias. On the Wings of Phoenix est enregistré au studio Adima à Paris et au studio de Hidden Association à Saint-Cloud, et sort en décembre 2005. Il s'agit d'un double album de 24 titres qui traduit la diversité stylistique du groupe ; c'est également l'occasion pour le groupe de faire référence à certaines de leurs influences par l'intermédiaire de reprises de Slayer, Iron Maiden ou de rendre un puissant hommage à Napalm Death.

## Membres

### Membres actuels
- Franck Kobolt - guitare (depuis 1998)
- Corrosive Bob - chant

### Anciens membres
- Nikos Kevorkian - guitare
- Antoine Rognon - basse
- Tariq Zulficar - batterie
- Phil Quist - basse
- Karl Bourdin - guitare

## Discographie
- 2000 : The Fluid (EP)
- 2000 : Crisis
- 2001 : Voyager (single)
- 2002 : Life is a Phoenix (démo promo)
- 2005 : On the Wings of Phoenix (double-album)